# خیابان زرتشت
خیابان زرتشت در منطقه ۶ تهران واقع شده‌است و از محله بهجت‌آباد عبور می‌کند. مکان‌های مهمی مانند مرکز مطالعات راهبردی و آموزش وزارت کشور، وزارت صنعت معدن تجارت ساختمان شهید رجایی در آن واقع شده‌اند.
خیابان زرتشت به دو بخش غربی و شرقی تقسیم می‌شود. پایان بخشی غربی آن خیابان دائمی و ضلع شرقی سازمان آب تهران است. پایان بخشی شرقی آن خیابان حافظ است.